# The Gang (film, 2011)
Pour les articles homonymes, voir Gang (homonymie).
Pour plus de détails, voir Fiche technique et Distribution.
The Gang (De Bende van Oss) est un film néerlandais réalisé par André van Duren, sorti en 2011.

## Synopsis
À la fin des années 1930, la ville catholique d'Oss aux Pays-bas est entièrement contrôlée par la pègre locale, et les autorités municipales (police, maire, clergé) sont corrompus. Ties van Heesch sort de prison après deux années passées derrière les barreaux, il prend la résolution d'abandonner les actions illégales et de vivre heureux avec Johanna, une prostituée avec laquelle il s'est marié . Mais ses bonnes résolutions ne durent pas, et le film raconte comment Johanna va essayer de s'en sortir. Le film est en partie basée sur des événements réels.

## Fiche technique
- Titre original : De Bende van Oss
- Titre français : The Gang[1]
- Réalisation : André van Duren
- Scénario : Paul Jan Nelissen,  André van Duren
- Production :  Guurtje Buddenberg, Matthijs van Heijningen
- Photographie : Piotr Kukla
- Musique : Paleis van Boem
- Date de sortie : 21 septembre 2011 (Festival du film des Pays-Bas)
- Durée : 112 minutes
- Pays : Pays-Bas
- Langue : néerlandais

## Distribution
- Sylvia Hoeks : Johanna van Heesch
- Matthias Schoenaerts : Ties van Heesch
- Pierre Bokma : Sal Hedeman
- Frank Lammers : Harry den Brock
- Daan Schuurmans : Wachtmeester Roelofse
- Marcel Musters : Wim de Kuiper
- Theo Maassen : Van Schijndel
- Maria Kraakman : Trees Biemans
- Benja Bruijning : Jan
- Elle van Rijn : Elli